# Kopieerapparaat

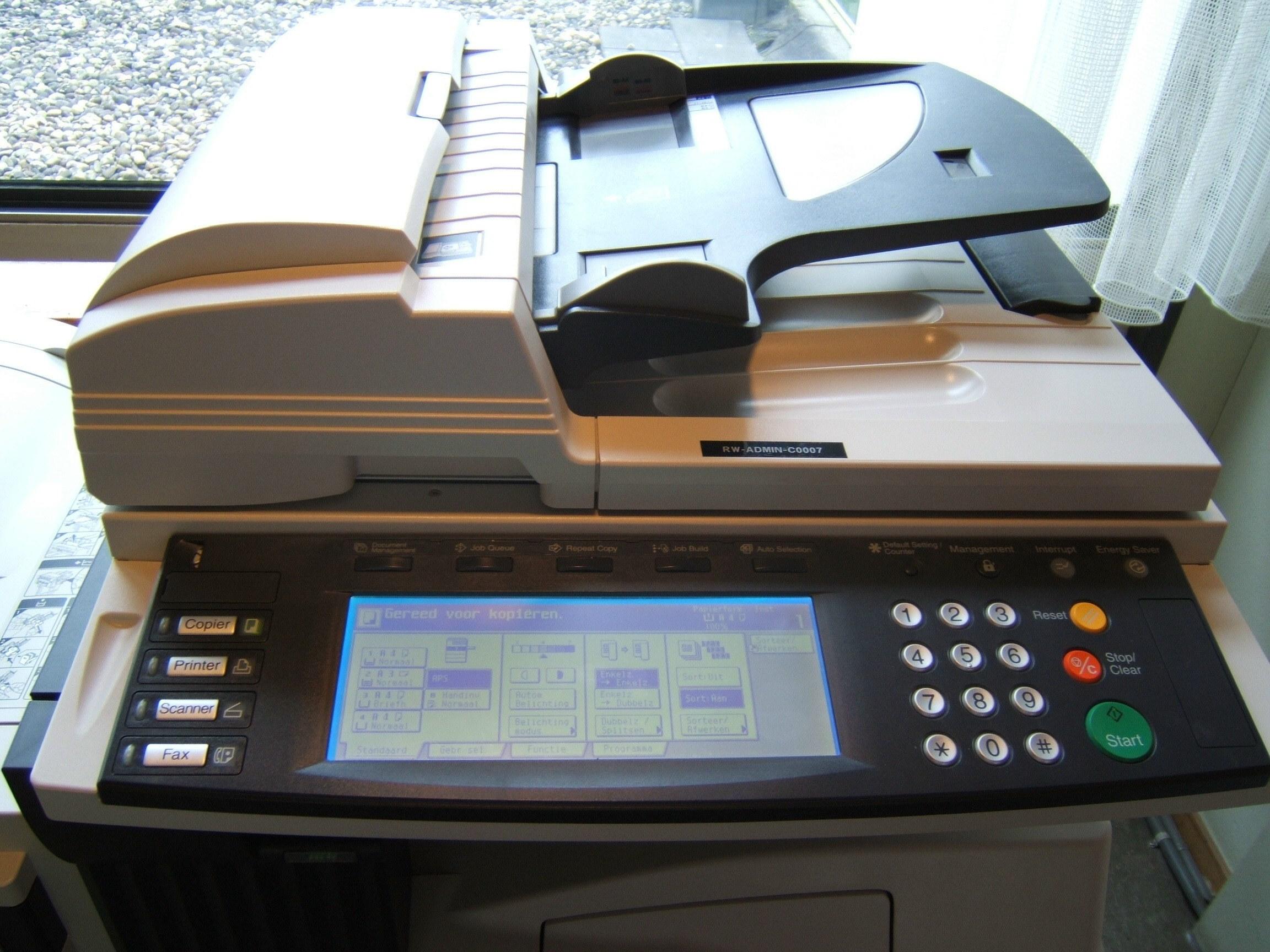
Kyocera-kopieerapparaat, printer, scanner en fax

Een kopieerapparaat, ook wel kopieermachine, fotokopieerapparaat of kopieertoestel, is een apparaat dat gebruikt wordt om afbeeldingen of tekst van papier te kopiëren. Dit wordt fotokopiëren genoemd. Het moderne kopieerapparaat is in werking verwant aan de laserprinter.
Een kopieerapparaat kan een optisch afbeeldend systeem hebben waarbij het origineel direct op de elektrisch geladen printrol wordt geprojecteerd om daar vervolgens met behulp van tonerpoeder een beeld te genereren, maar in moderne kopieerapparaten wordt veelal gebruikgemaakt van een aparte scannende tussenstap, wat het onder andere mogelijk maakt om het beeld tussen het scannen en het printen in digitaal te corrigeren, om het contrast bij te regelen bijvoorbeeld.
Een scanner en printer samen hebben dezelfde functie als een kopieerapparaat. Als deze gecombineerd zijn in één apparaat, heeft dit apparaat daarom vaak ook een optie om te kopiëren. Op deze manier is het  mogelijk om thuis te kopiëren wat kostenbesparend werkt, zeker als er maar kleine hoeveelheden gekopieerd hoeven te worden.
Een fax is in wezen een kopieerapparaat waarbij het scannende gedeelte en het printende gedeelte niet op dezelfde plaats staan maar door een telefoonlijn zijn verbonden (via datalijnen).

## Geschiedenis
Het kopieerapparaat werd uitgevonden door James Watt. Hij kreeg er in 1781 patent op. Het principe ervan was simpel. Het oorspronkelijke document werd met een gelatine-achtige inkt geschreven. Daarna werd het tegen vochtig gemaakt kopieerpapier gelegd en samen tussen twee rollen geperst. De inkt van het origineel werd dan door het kopieerpapier geperst zodat het aan de andere kant zichtbaar was. In het begin waren de doordrukken nogal bleek. Maar verbeteringen in de gebruikte inkt leverden betere resultaten. Er konden zelfs meerdere afdrukken van 1 origineel gemaakt worden. In de 19e eeuw veroverde het kopieerapparaat een vaste plaats in het kantoor.
Nadeel was dat alleen 'verse' documenten gekopieerd konden worden. Vanaf 1840 werd geprobeerd kopieën te maken met behulp van lichtgevoelig papier. Dit leidde tot technieken als blueprinting en de Photostat Machine van Kodak.
De allereerste kopieermachines waren de zogenaamde natkopieerders. Het papier werd in de machine behandeld met een vloeistof, waardoor het nat uit de machine kwam en eerst moest drogen. Deze kopieën waren ook slecht bewaarbaar. De tekst vervaagde, de vellen papier gingen makkelijk aan elkaar kleven, en de kopie werd onder invloed van dag- of zonlicht langzaam paars.
De eerste "droge" kopieermachine is uitgevonden door de Amerikaanse advocaat Chester Carlson in 1937. Nadat zijn idee door een twintigtal bedrijven werd afgewezen vond hij in 1944 een partner, Haloid, die de techniek verder met hem wilde ontwikkelen. Carlson noemde het kopieerproces "xerografie", van het Griekse 'droog schrijven'. Later werd hiervan de naam Xerox afgeleid. De eerste commerciële kopieermachines kwamen pas in 1949 op de markt. Deze droge kopieermachine werkte op basis van statische elektriciteit.

## Werking
- (1) Een rol (drum) — in hoogvolume-apparatuur meestal een band (belt) — wordt voorzien van een elektrostatische lading.
- (2, 3) Dan wordt de rol belicht met een afbeelding van het origineel. Op de plaatsen waar veel licht valt lekt de statische lading weg.
- (4) Hierna wordt er droge 'inkt' (toner, een heel fijn plasticpoeder) op de rol aangebracht, die alleen op de geladen delen van de rol (die dus in het origineel ook donker waren) door de elektrostatische aantrekkingskracht blijven 'kleven'.
- (5) Hierna wordt een blanco vel papier sterker geladen en langs de rol gevoerd.
- (6) Het papier trekt de toner van de rol aan en zo ontstaat de kopie. De toner ligt dan nog los op het papier.
- (7) Door het papier langs een warmtebron te voeren smelt het plastictoner vast op het papier en is de uiteindelijke kopie klaar.

- Bovenstaande is alleen van toepassing op analoge machines, de huidige machines hebben een andere werking.

## De moderne kopieermachine
Omdat momenteel de kopieermachine eigenlijk een samenstel van een scanner en een laserprinter is, is het thans gebruikelijk dat deze onderdelen ook afzonderlijk te gebruiken zijn in combinatie met netwerkfunctionaliteit. Zo ontstaat er een toestel waarmee men niet alleen kan kopiëren, maar ook kan printen, documenten versturen, documenten digitaliseren (scannen) en faxen. Een dergelijk apparaat wordt multifunctionele printer of kortweg MFP of ook wel multifunctional genoemd. MFP's worden veel gebruikt op kantoren.
Zo'n MFP heeft een flinke harddisk aan boord. Hierop worden gescande en te printen documenten opgeslagen. Een gewone MFP bewaart wel 10.000 documenten. Wanneer de MFP ingeruild wordt, blijven deze documenten op de harddisk staan. Een nieuwe eigenaar kan deze documenten met een PC en de juiste software allemaal zien. Dit wordt de laatste tijd steeds meer als veiligheidslek onderkend. Leveranciers installeren soms speciale software om de opgeslagen documenten te versleutelen maar dat doen ze niet allemaal. Er zijn echter ook MFP's zonder harddisks. Documenten die zijn gescand worden dan opgeslagen op de PC die met het apparaat is verbonden. Indien er e-mailadressen op de MFP kunnen worden ingevoerd, kunnen de documenten ook rechtstreeks vanaf de MFP naar de mailboxen van in het netwerk opgenomen PC's worden verstuurd. Deze worden dan als bijlage bij een e-mail ontvangen door de gebruikers van de PC's, zodat zij ze dan op hun PC of een netwerklocatie kunnen opslaan. Ook is het mogelijk om documenten vanaf de MFP rechtstreeks op een USB-stick te zetten. Deze kan dan op een PC worden uitgelezen die niet is aangesloten op het netwerk. Dit is veel veiliger dan documenten op de MFP opslaan, omdat bij het inruilen van de MFP dan geen documenten kunnen worden uitgelezen door nieuwe gebruikers.